# G223国道

G223国道（G223こくどう/国道223線、G223線）は中華人民共和国海南省内の海口市から三亜市を結ぶ全長323kmの中国の国道である。簡称は海楡(東)線（かいゆ《とう》せん）である。海南島の東側を通り、G225国道と合わせて環状道路を形成している。

## 里程表
| 省     | 地級市 | 県、県級市、市轄区、自治県 | 距離(km) | 注          |
| ------ | ------ | -------------------------- | -------- | ----------- |
| 海南省 | 海口市 | 海口市中心部               | 0        | 223国道起点 |
| 海南省 | 海口市 | 瓊山区                     | 4        |             |
| 海南省 | 省直轄 | 瓊海市                     | 114      |             |
| 海南省 | 省直轄 | 万寧市                     | 184      |             |
| 海南省 | 省直轄 | 陵水リー族自治県           | 245      |             |
| 海南省 | 三亜市 | 三亜市中心部               | 323      | 223国道終点 |

## 主な接続路線

### 海南省
- G224国道 - 海口市、三亜市
- G225国道 - 海口市、三亜市

## 註釈・参考資料
1. ↑  国家幹線公路査詢表
2. ↑  公路主骨架（新華網）
3. ↑  223国道（一起旅遊網）